# 중국 음악
중국음악(中國音樂)은 중국 대륙 본토, 특히 한족(漢族) 중심으로 계승되고, 또 오늘날 이를 바탕으로 새로이 창작되는 음악을 말한다. 중국음악은 그 이론과 악기 면에서 주변의 여러 나라, 즉 한국·일본·베트남·타이 등의 음악에 큰 영향을 주었다. 중국 역사의 장구함과 영토의 광대함, 그리고 50여 소수 민족을 포함하는 점을 감안할 때 한마디로 중국음악이라 해도 그것은 매우 다종다양하나 보통 중국음악이라고 함은 한족의 음악을 말한다.

## 중국 음악의 역사
중국의 음악은 태고(太古) 때부터 오늘에 이르기까지 대체로 네 가지 발달 단계로 구분할 수 있다. 즉 태고 때부터 4세기까지 한민족의 고유음악이 점차 발달하여 독자적인 형식을 낳은 고유음악의 시대, 수(隋)·당(唐) 시대에 서역을 통하여 인도·이란·그리스 등의 음악이 흘러들어 중국 고유의 형식과 융합되어 국제적인 성격을 띠게 된 국제음악의 시대, 그 후 전란시를 거치고 송(宋)과 특히 명(明) 시대에 고래(古來)의 음악의 부흥을 꾀함과 더불어 생겨난 희곡의 전성기인 국민음악의 시대, 그리고 현대의 서양음악의 영향을 받은 현대음악의 시대가 그것이다.

### 고유 음악의 시대
은(殷, ?-기원전 1100) 시대의 음악은 전설적으로밖에는 알려지지 않았으며, 다음의 주(周, 기원전 1100년-256) 시대에 칠현(七絃)악기가 나타나고 문무(文舞)·무무(武舞) 같은 무용형식이 생겼다. 또 <시경>이 편찬되고, '풍(風)', '아(雅)', '송(頌)'의 악식(樂式)이 성립되었다. 이 시기에는 이미 청동기가 쓰였으므로 많은 종이 만들어졌으며, 삼분(三分) 손익법(損益法)에 의하여 음계(音階)의 기본인 오성(五聲)과 십이율(十二律)이 정해져서 중국 음악의 기틀이 잡혔다. 
한(漢)시대에 이르러서는 악극의 규모가 더 커지고, 아악을 관장하는 대악서(大樂署)가 생겨, 궁중 제사에 사용되는 종묘악이 제도적으로 확립되었다. 한 무제 때 비파·호궁(胡弓)과 같은 이란계의 악기가 서역(西域)에서 수입되어 초기 중국의 음악은 한층 내용이 풍부해졌다.

#### 삼분손익법
삼분손익법(三分損益法)은 주나라 시기의 고전 『관자(管子)』에 나타나 있는 음계음을 구하는 방식이다. 
어떤 길이의 피리가 내는 음을 바탕음(基音) '궁'으로 잡으면, 그 길이의 3분의 1을 줄인(3분의 1의 損) 길이의 피리의 음은 궁보다 완전 5도가 높은 음 '치(徵)'이며, 징을 내는 피리 길이의 3분의 1을 더한(3분의 1의 益) 길이의 피리가 내는 음은 징보다 완전 4도가 낮은 음 '상(商)'이다. 다시 '상'의 3분의 1을 줄여 '우(羽)'를 얻고, '우'의 3분의 1을 더하여 '각(角)'을 얻는다. 
이렇게 얻어진 '궁', '상', '각', '치', '우'의 음계를 5성(五聲)이라 부르고, 이 삼분손익의 방법을 더 반복하여 얻어지는 황종(黃鐘)·대려(大呂)·태주(太簇)·협종(夾鐘)·고선(姑洗)·중려(仲呂)·유빈(蕤賓)·임종(林鐘)·이칙(夷則)·남려(南呂)·무사(無射)·응종(應鐘)의 음계를 12율이라고 부른다.
| 율명       | 중국·한국 | 황종 (黃鐘)     | 대려 (大呂) | 태주 (太簇)     | 협종 (夾鐘)     | 고선 (姑洗)   | 중려 (仲呂)   | 유빈 (蕤賓)   | 임종 (林鐘)   | 이칙 (夷則)   | 남려 (南呂)   | 무역 (無射) | 응종 (應鐘) |
| 율명       | 일본      | 이치코츠 (壱越) | 단킨 (断金) | 히요지요 (平調) | 시요세츠 (勝絶) | 시무오 (下無) | 소지요 (双調) | 후시요 (鳧鐘) | 오시키 (黄鐘) | 란케이 (鸞鏡) | 반시키 (盤渉) | 신센 (神仙) | 가미오 上無 |
| 서양 음계¹ | 당악      | C               | C♯          | D               | E♭              | E             | F             | F♯            | G             | G♯            | A             | B♭          | B           |
| 서양 음계¹ | 향악      | E♭              | E           | F               | F♯              | G             | A♭            | A             | B♭            | B             | C             | C♯          | D           |

### 국제 음악의 시대
남북조(南北朝) 시대에는 북방민족이 화북(華北)을 제압하고 한족은 양쯔강 남쪽으로 이동하여 모두 여러 조(朝)를 겪었는데, 그간 남조의 나라들은 주로 중국 고유의 아악(雅樂) 및 속악(俗樂, 淸商三調 등)을 전하고, 북조는 당시의 인도 및 이란의 문화의 영향을 받아 크게 발달한 서역(西域) 여러 나라의 악무(樂舞)를 수입하여 이것을 중국 고유의 음악에 융합하기를 힘썼다. 후에 북조에서 일어나 중국을 통일한 수나라(581-619)는 이들 서역의 음악과 중국 고유의 음악을 합쳐서, 내용과 원산지에 따라 칠부기(七部伎)로 나누어 궁중의 향연악(響宴樂)을 삼았다. 후에 이 칠부기에 소륵(疎勒, 카시가르)과 강국(康國, 사마르칸드)의 기를 더하여 9부기(九部伎)가 됨으로써 그 국제적 성격이 더욱 강하게 되었다. 이리하여 종묘(宗廟)의 제악(祭樂)인 아악과 함께 향연악으로서의 9부기가 융성하였다. 
당나라 시기(唐代, 618-907)에는 주변의 여러 나라를 속국으로 하는 대제국을 이룩하였으며, 이들 속국의 악무가 모두 중앙에 끌어들여져서 대규모의 음악이 행해졌다. 이리하여 태종(627-649) 때에는 앞서의 9기에 그 중의 문강기를 없애는 대신 연악기(燕樂伎)와 고창기(高昌伎, 투르판국)를 더하여 10부기로 하였다. 이 당시에 만들어진 진왕파진악(秦王破陣樂)은 그 규모와 화려함에 있어 전무후무한 것이었으며, 그 성명(盛名)은 멀리 인도에까지 떨쳤다. 이 당시 아악(雅樂)은 당하(堂下)에서 연주되는 악현(樂縣)과 당상(堂上)에서 연주되는 등가(登歌)의 2개의 관현악을 갖추어 연주되었고, 팔일(八佾)의 무용은 무무(武舞)와 문무(文舞)로 이루어졌다. 궁중에는 늘 수천의 악인(樂人)이 옹(擁)되고 있었으며, 대관현악에 쓰이는 악기는 수십 종에 이르렀다. 
현종(玄宗, 712-756)은 이러한 관현악법을 향연악에도 응용하여, 향연악을 입부기(立部伎)와 좌부기(左部伎)로 갈라서 연주하게 되었다. 이와 같이 성대(盛大)하던 당대 악무도 당나라가 망하자 갑자기 쇠퇴하여, 5대를 거친 후 송나라에 겨우 그 일부분이 전해졌다. 오늘날의 중국에서는 당대의 악무는 그 흔적도 찾아볼 수 없다. 그러나 한국의 고려는 송나라로부터 그 일부를 수입하고, 조선에 들어와서는 여러모로 연구를 거듭하여 당의 아악의 옛모습을 많이 살리게 되어, 이것을 조선의 종묘(宗廟) 및 문묘(文廟)의 악무로 삼아왔다. 해방 후 한국정부의 육성책에 의하여 그 연구가 더욱 진행되고 있다.

#### 향연악
주로 왕가(王家)의 제사에 쓰인 음악을 아악(雅樂)이라 부름에 대하여, 주로 향연에 연주되는 음악을 향연악(響宴樂)이라 부른다. 당나라 시대의 향연악은 그 규모·형식·내용에 있어서 유례를 찾을 수 없을 만큼 성대(盛大)한 것이었다.

#### 7부기
수나라 시대의 향연악은 서역(西域)의 음악을 많이 도입한 것이었는데, 그것을 원산지별로 특색을 살려서 일곱 종류로 나누어 연주하였으므로 7부기(七部伎)라고 불렀다.
1. 국기(國伎)인 청상기(淸商伎)
2. 서량기
3. 고려기
4. 천축기(天竺伎, 인도)
5. 안국기(安國伎, 부하라국)
6. 구자기(龜玆伎, 쿠차국)
7. 문강기(文康伎)

7부기 중 4부기가 외족의 음악으로 되어 있다.

#### 입부기와 좌부기
당 현종 때 향연악에 쓰이던 관현악법으로, 입부기는 편전 아래에 선 채 연주되고 좌부기는 편전 위에 앉은 채 연주되기 때문에 생긴 말이다. 입부기로 연주되는 음악으로는 다음과 같은 것이 있다.
- 안악(安樂)－성무(城舞)라고도 불리고 가면을 사용함.
- 태평악(太平樂)－오방사자무(五方獅子舞)라고도 불림.
- 파진악(破陳樂)－무무(武舞)임.
- 경선악(慶善樂)－문무(文舞)임.
- 대정악(大定樂)－파진악에서 파생된 것임
- 상원악(上元樂)
- 수악(聖壽樂)－140인의 무자(舞者)가 '성(聖)'자를 비롯한 16글자의 형상을 만들면서 추는 자무(字舞)임.
- 광성악(光聖樂)－상원악과 성수악을 겸한 것임.

좌부기로는 다음과 같은 것이 있다.
- 연악
- 장수악(長壽樂)
- 천수악(天授樂)
- 조가만세악(鳥歌萬歲樂)
- 용지악(龍池樂)
- 소파진악(小破陳樂)

### 근대 국민음악의 시대
수·당 시대에 절정을 이루었던 음악과 무용도 몽고의 침입으로 쇠퇴해 버리고, 국민 간에는 송시대부터 싹트기 시작한 시취(戱曲)가 세력을 펴기 시작하였다. 원나라 시대(1271-1368)에 와서는 여러 북방의 음악과 악기를 도입한 잡극(雜劇)이 성행하여 원곡(元曲)의 명칭으로 국민의 애호를 받았다. 
명나라 시대(1368-1644)에 이르러 태조는 아악의 부활을 꾀하였으나 이렇다 할 성과를 올리지 못하고, 다만 속악(俗樂)을 따서 향연악을 새로이 만들었다. 또한 이 시기에 주재육(朱載堉)은 그의 <율려정의(律呂精義)>(1606)에서 세계 최초로 12 평균율을 산출하였다. 
민간에서는 속악이 성행하였고, 그 일부가 한국과 일본에도 전해져 가야금·피리·퉁소의 음악으로서 항간에 퍼졌다. 시취로서는 난징 부근의 곤산(崑山)지방에서 생겨난 퀀취(崑曲)가 여타의 시취를 누르고 널리 유행되었다. 
청(淸, 1636-1912)의 강희제와 건륭제는 음악의 융성에 힘을 써, 향연악에 수십 종의 악기를 등장시키는 등 위용을 보이기는 하였으나, 그 내용에서는 세계적 가치를 가지는 수·당대의 예술에 비길 수 있는 것을 이룩하지는 못하였다. 민간에서는 삼현(三絃)·호궁(胡弓)·피리·비파(琵琶)·퉁소·목금(木琴) 등으로 연주하는 합주곡(合奏曲)이 유행하고 있었다. 한편, 시취는 대단히 성행하여 각지에서 그 지방 특유의 형태를 이룩하였으며, 청조(淸朝) 중기에 안후이(安徵)의 얼황취(二黃劇)와 후베이(湖北)의 시피취(西皮劇)가 북경(北京)에 들어와, 이것이 통합되어 경극(京劇)이라는 이름 아래 오늘날까지 성행하고 있다.

#### 주재육
명(明)시대의 음악이론가. 주재육(朱載堉)은 예로부터 음악의 전통이 무너진 것을 한탄하여, 그 당시까지의 악리(樂理)·악기·무용 등에 관한 학설을 정리 연구하여 <악리전서(樂理全書)>를 저술하였다(1606). 이 책에 포함되는 <율려정의(律呂精義)>는 특히 중요한 것으로, 이 책에서 그는 세계 최초로 12평균율을 산출하는 방법을 제시하였다.

#### 경극
경극은 청나라 중기에 각 지방에서 성행하던 시취(戱曲) 중 안후이(安徵) 지방의 얼황챵(二黃腔)과 후베이(湖北)지방의 시피챵(西皮腔)이 북경에 들어온 후 융합되어 이룩된 것으로, 중국의 전통적 고전극의 대표적인 것이라고 말할 수 있다. 현대 공연에서도 찾아볼 수 있다.

#### 시취
시취(戱曲)란 음악·무용·드라마의 삼자가 유기적으로 일체가 되어 있는 중국의 고전적 가극을 말한다. 멀리 원(元)의 원곡(元曲)에서 명(明)의 퀀취(崑曲), 청(淸)의 얼황취(二黃劇), 방즈취를 거쳐 근래의 경극(京劇)에 이르기까지 시대와 지방에 따라 각기 내용과 형식을 달리해 종류가 많고 명칭도 수백을 헤아릴 정도이나, 대체로 종합예술이며, 노래를 중시하며 대중적이라는 점에서 모두 시취에 포함시킬 수 있다. 따라서 중국음악의 시대적 구분에서의 제3기인 근대국민음악의 시대는 또한 시취 전성시대라고 부를 수 있다.

### 현대음악
타이완 원주민인 고사족(高砂族) 20여만이 중앙 산지에 거주하는데, 이들은 구금(口琴)·피리·비적(鼻笛)·활(弓)과 같은 악기를 써서 주로 즉흥적인 노래를 하는 원시적인 음악을 가지고 있다. 한편, 국민의 압도적 다수를 차지하는 한족은 주로 푸젠성에서 이주하여 푸젠어를 쓰는 층과 주로 광둥성에 이주하여 광둥어를 쓰는 층으로 이루어지며, 푸젠어를 쓰는 푸젠성 특유의 것(御前淸曲 등)과 북경어를 쓰는 가곡(京劇曲 등)이 연주되는데, 경극곡 등은 일명 북관(北管)이라고도 불리며, 푸젠어를 쓰는 노래는 일명 남관(南管)이라고도 불린다. 아악과 같은 고전은 주로 중화국악회(中華國樂會)에서 연주되며, 농민들 사이에서는 사브량(雜念)이라고도 불리는 민요와, 남녀가 서로 창화(唱和)하는 쇼메이라는 민요가 애창되고 있다. 한편 도시의 청년층에는 서양음악의 영향을 다분히 받은 대중가요가 널리 불리고 있다.

#### 북관과 남관
북경어를 사용하는 경극 등의 음악은 그 악기를 흔히 소나·루오(?)·구(鼓) 등과 같은 북방의 것을 쓰므로 북관(北管)이라고도 부르고, 남경어를 사용하는 푸젠셍 계통의 음악은 뒁샤오(洞簫)·비파(琵琶)·산셴(三絃)·파이반(拍板)·메이화차오(梅花操) 등 남방의 악기를 많이 등장시키므로 남관(南管)이라고도 불린다.

## 중국음악의 악기
중국 악기는 고고학적 자료에 의하면 은나라(?-기원전 1100경) 시대에까지 올라갈 수 있는데, 경(磬)·북(鼓)·토적(土笛)·소(簫) 등의 악기가 제사의 가무(歌舞)에 쓰였다고 한다. 주나라 시대에 이르러서는 아악이 형성됨으로써 많은 악기가 사용되었다. 주나라의 제도를 기술한 책인 <주례(周禮)>에는 ⑴ 쇠(金)－종(鐘), ⑵ 돌(石)－경(磬), ⑶ 흙(土)－훈(塤)·부(缶), ⑷ 가죽(革)－뇌고(雷鼓)·영고(靈鼓)·노고(路鼓)·뇌도·영도·노도·진고(晉鼓), ⑸ 실－금(琴)·슬(瑟), ⑹ 나무(木)－축(祝)·어, ⑺ 박－생(笙)·우, ⑻ 대(竹)－관(管)·약·적·지 등의 악기가 기록되어 있어, 현재 아악에 쓰이는 악기의 대부분을 망라하고 있다. 한무제(漢武帝)가 서역(西域)을 정복함에 따라 그 지역에서 비파(琵琶)·공후·호궁(胡弓) 등 서방 이란계의 악기가 수입되었다. 수·당 시대에는 고구려·인도·안국(安國)·구자국(龜玆國)·문강국(文康國)·소륵국(疎勒國) 등 여러 변방국(邊方國)의 다양한 악기가 도입되어 대관현악이 연주되었으나, 그 자세한 악기명은 불명이다. 명(明)시대 이래 성행되어 온 민속악(民俗樂)의 악기로서는 금(琴)·쟁(箏)·비파·삼현(三絃)·호궁(胡弓)·양금(洋琴)·피리·퉁소·찰메러·생(笙)·목금(木琴)·박판(拍板)·각종의 북 등을 들 수 있다.

### 금
금(琴)은 대표적인 중국 고대의 악기로서, 7현(七絃)을 가지고 있으므로 칠현금이라고도 불린다. 원래 순(舜)시대에는 5현이었으나 주(周)대에 이르러 문왕(文王)이 한 줄, 무왕(武王)이 한 줄을 더하여 모두 7현이 되었다고 일컬어진다. 공자(孔子)도 애용한 아정(雅正)한 악기로 아악에 쓰였다.

### 실
실(瑟)도 중국 고대 악기의 하나로, 금(琴)과 더불어 아악에 쓰이는 발현(撥絃) 악기이다. 금과는 달리 줄을 떠받치는 음주(音柱)를 가지며 25현으로 되어 있는데, 가운데의 주선(朱線)은 무율(無律)로서, 연주에는 사용하지 않는다. 좌우 12율로 되어 있는데, 본율(本律) 12음은 오른손 인지(人指)로 타고, 청성(淸聲) 12음은 왼손 인지(人指)로 동시에 타서 8도의 화음을 내도록 되어 있다. 소리가 약한 것이 흠이다.

### 쟁
쟁(箏)은 실(瑟)과 유사한 발현악기로서, 음주(音柱)를 가지고 음높이(音高)를 조정한다. 12현 또는 13현으로 되어 있고, 당(唐) 이래의 속악(俗樂)에 흔히 사용되어 왔다. 소리는 웅장한 편이며, 음넓이(音域)는 2옥타브이다.

### 비파
비파(琵琶)는 한(漢) 시대에 서역에서 수입된 악기이다. 큰 가지 모양의 타원형 목동(木桐)에 4현 또는 5현을 베푼, 기타처럼 안고 타는 악기.

## 중국 음악의 선법과 음률
예로부터 쓰이는 음계로는 5음음계, 즉 궁(宮, Do), 상(商, Re), 각(角, Mi), 치(徵, Sol), 우(羽, La)가 기본음계로서, 통칭 5성(五聲)으로 알려져 있다. 이 밖에 6성(5음+변궁<變宮, Si>) 또는 변치(變緻, Fa)와 7성(5음+변 또는 변치<變緻, Fa )도 쓰인다. 한민족의 민요를 통한 조사통계에 의하면 5성은 약 70%, 6성은 14%, 7성은 6%의 비율로 쓰이고 있다고 한다. 북곡(北曲)은 7성, 남곡(南曲)은 5성이라는 말대로, 5성은 주로 양쯔강 유역에서 7성은 황하 유역에서 흔히 쓰이고 있다. 민요에 나타나는 선법(旋法)은 5음(궁, 상, 각, 치, 우)의 각기(各其)를 으뜸음(主音)으로 하는 5종류의 선법이 있으며, 이 중 치선법(緻音)을 으뜸음으로 하는 선법(緻調式이라고도 부름)이 가장 많고(51%), 다음이 우선법(羽調式이라고도 부름, 20%), 상선법(14%), 궁선법(13%)의 순이며 각(角) 선법은 극히 드물다(2%). 가락마침꼴(旋律終止形)은 하강형(下降形)을 기본형으로 하며, 리듬에서도 여린박마침꼴(弱拍終止形)이 많다. 화성(和聲)이 없는 대신 선법의 전환, 리듬의 변화, 음빛깔(音色)의 교체를 빈번히 행함으로써 멜로디를 풍부하고 복잡한 것으로 만들고 있다. 주대(周代)에 삼분손익법에 의한 12율(十二律)의 제정과 명대(明代)에 주재육(朱載堉)의 연비례법(連比例法)에 의한 12평균율(十二平均率)의 산출은 현대적 악리(樂理)의 기본과 상통한다고 볼 수 있다.

## 같이 보기
- 중국의 록 음악
- 월드 뮤직

## 참고 문헌
- 이 문서에는 다음커뮤니케이션(현 카카오)에서 GFDL 또는 CC-SA 라이선스로 배포한 글로벌 세계대백과사전의 내용을 기초로 작성된 글이 포함되어 있습니다.